# مزدا وریسا
مزدا وریسا (Mazda Verisa) خودرویی است که از سال ۲۰۰۴–کنون تولید شده‌است. طول آن در حالت طبیعی ۳٬۹۷۵ میلیمتر (۱۵۶٫۵ اینچ)، عرض آن در حالت طبیعی ۱٬۶۹۵ میلیمتر (۶۶٫۷ اینچ) و ارتفاع آن در حالت طبیعی ۱٬۵۳۰ میلیمتر (۶۰٫۲ اینچ) است.